# Harmandiola reginae
Harmandiola reginae är en tvåvingeart som först beskrevs av Ephraim Porter Felt 1921.  Harmandiola reginae ingår i släktet Harmandiola och familjen gallmyggor.
Artens utbredningsområde är Northwest Territories, Kanada. Inga underarter finns listade i Catalogue of Life.